# Adi Rinner
Adi Rinner eigenlijk: Adolf Rinner (Schwaz, 1 maart 1938) is een Oostenrijks componist en dirigent.

## Levensloop
Rinner was al op 13-jarige leeftijd als flugelhoornist in het Blasorchester Terfens bij Schwaz in Tirol bezig. Hij studeerde aan het Tiroler Landeskonservatorium te Innsbruck, waar hij met het diploma "Kapelmeester" afstudeerde. Tot zijn leraren behoorden Sepp Tanzer, Alois Fintl en Otto Ulf. 
Na zijn studium werd hij hoofd van de blaasmuziekafdeling in de muziekuitgave Helbling te Innsbruck. 
Als dirigent was hij vele jaren werkzaam bij het Blasorchester Terfens en het Blasorchester Weer alsook bij de van hem opgerichte Blaskapelle Alpenland. Binnen de blaasmuziekfederatie van het district Schwaz was hij verantwoordelijk voor de jeugdopleiding en tegelijkertijd Bezirkskapellmeister. In de Tiroler Blasmusikverband werkt hij al vele jaren als jurylid. Nu is hij freelance componist en arrangeur.
Als componist schrijft hij vooral voor harmonieorkest en kamermuziek.

## Composities

### Werken voor harmonieorkest
- 1977 Tiroler Musikanten, mars
- 1979 Mit flottem Spiel, mars
- 1981 Walzerklänge aus den Bergen
- 1983 Festlicher Auftakt
- 1983 Urlaubsträume
- 1986 Unter südlicher Sonne
- 1991 Mit Musik und Fröhlichkeit, polka
- 1994 Alpenklang
- 1994 Blumengrüße aus den Bergen, wals
- 1994 Bolero für 2 Trompeten, voor 2 trompetten en harmonieorkest
- 1995 Jubiläumsmarsch
- 1996 Glückliche Reise, voor trompet en harmonieorkest
- 1996 Marschbereit, mars
- 1997 Frohe Fahrt, mars
- 1997 Isla Romantica, voor 2 trompetten en harmonieorkest
- 1997 Jugend Fest
- 1997 Lustige Gesellen, voor eufonium en harmonieorkest
- 1997 Verliebte Herzen, wals
- 1998 Blumen für dich
- 1998 Gute Zeiten, polka
- 1998 In Kameradschaft, mars
- 1998 Schöne Heimat, wals
- 1999 Einzug der Musik, mars
- 1999 Gottes Ehre zes koralen
  1. Gebet
  2. Danke
  3. Im Gedenken
  4. Sei mit uns o Herr
  5. Friede sei mit Dir
  6. Gottes Ehre
- 2000 Dank dem Herrn, processiemars

- 2001 Alfreds Jubiläums-Polka
- 2001 Die drei lustigen Trompeter, polka voor 2 trompetten en harmonieorkest
- 2001 Festprolog
- 2001 Flotte Musikanten, mars
- 2001 Tiroler Kameraden, mars
- 2 Freunde, voor 2 eufonium (bariton) en harmonieorkest
- Abendstimmung Walzer
- Abschiedsklänge, treurmars
- Am Festplatz
- Beschwingte Jugend, schetsen
- Bergland, mars
- Bravourstücke, voor trompet en harmonieorkest
- Bürgermeister-Marsch
- Bursa-Marsch
- Der Generalkonsul
- Dreizehnlinden Marsch
- Einsame Herzen, wals
- Feierlicher Einzug
- Festfanfare
- Festmusik
- Flotte Musikanten, mars
- Freudig voran, mars
- Freunde der Musik, mars
- Fröhliche Reise
- Frühlingsträumerei, wals
- General Audienz
- Gruß aus Tirol, mars
- Gruß vom Serles, mars
- Gruß vom Weißenspitz
- Gute Freunde, polka

- Heimatgruß, mars
- In die Berg bin i gern, selectie
- In Einigkeit, mars
- In festen Bahnen, mars
- Lang-Jubiläumsmarsch
- Lustige Freunde, polka
- Melodien der Heimat, selectie
- Miraphone Jubiläumsfanfare
- Mit klingendem Spiel, mars
- Mondschein, wals
- Moosbichl
- Musikantenpolka
- Novecento Polka
- Schöne Bergwelt, wals
- Seefelder Festfanfare
- Seerosenwalzer
- Silbersterne, mars
- Standhaft wie die Berge Tirols, mars
- Start frei, mars
- Startbereit, mars
- Temsa Marsch
- Tenorhornklänge, polka voor twee baritons en harmonieorkest
- Tiroler Festfanfare
- Treu zur Heimat, mars
- Treu zur Musik, mars
- Treue Freunde, mars
- Träume der Musik, voor trompet en harmonieorkest
- Unter südlicher Sonne
- Urlaubsträume
- Waldkraiburger Polka

### Kamermuziek
- Alpenländische Weisen I, voor 4 koperblazers
- Alpenländische Weisen II, voor 4 koperblazers